# Kto by cię chciał pokochać
Kto by cię chciał pokochać – singiel Urszuli promujący album RMF FM – Moja i Twoja muzyka.

## Lista utworów
- „Kto by cię chciał pokochać” (4:18)

## Twórcy
- Produkcja muzyczna – K&K Studio Poznań
- Management Urszuli – K&K Studio

- Dystrybutor – Pomaton EMI

## Listy przebojów
| Notowania                   | pozycja |
| --------------------------- | ------- |
| Poplista                    | 12      |
| Szczecińska Lista Przebojów | 57      |